# Cornell Warner
Cornell Warner (* 12. August 1948 in Jackson (Mississippi)) ist ein ehemaliger US-amerikanischer Basketballspieler.

## Werdegang
Der 2,06 Meter große Flügel- und Innenspieler gehörte als Schüler der Mannschaft der Lanier High School in seiner Heimatstadt Jackson an, mit der er in der Saison 1964/65 43 Spiele in Folge gewann. Warner war hernach Student und Basketballspieler an der Jackson State University.
Beim Draftverfahren der NBA im Jahr 1970 sicherten sich die Buffalo Braves an 24. Stelle die Rechte an Warner. Von 1970 bis 1977 bestritt er insgesamt 467 NBA-Spiele für Buffalo, für die Cleveland Cavaliers, die Milwaukee Bucks und die Los Angeles Lakers. Den besten Saisonpunktedurchschnitt seiner NBA-Zeit verbuchte Warner 1974/75, als er für Milwaukee 7,6 Punkte je Begegnung erzielte.
1977 nahm er ein Angebot des Schweizer Nationalligisten Fribourg Olympic an und spielte bis 1979 für die Mannschaft. 1978 und 1979 war er mit den Üechtländern Schweizer Meister. Warners höchste Punktzahl in einem Spiel der Nationalliga war 44, erzielt Ende Februar 1978 gegen Nyon. Im Jahr 1979 spielte er ebenfalls auf den Philippinen für die Mannschaft Crispa Redmanizers.